# Castlemaine, Irland
Castlemaine (iriska: Caisleán na Mainge) är en ort i republiken Irland.   Den ligger i grevskapet Ciarraí och provinsen Munster, i den sydvästra delen av landet, 270 km sydväst om huvudstaden Dublin. Castlemaine ligger 2 meter över havet och antalet invånare är 187.
Terrängen runt Castlemaine är platt åt sydost, men åt nordväst är den kuperad.Runt Castlemaine är det ganska glesbefolkat, med 24 invånare per kvadratkilometer. Närmaste större samhälle är Tralee, 11,5 km norr om Castlemaine. Trakten runt Castlemaine består i huvudsak av gräsmarker.